# Vladimiras
Vladimiras ist ein litauischer männlicher Vorname, abgeleitet von Wladimir.

## Personen
- Vladimiras Beriozovas (1929–2016), sowjetlitauischer Politiker, Mitglied des Seimas
- Vladimiras Nikitinas (1941–2023), litauischer Jurist und Generalstaatsanwalt
- Vladimiras Romanovas (* 1947) russisch-litauischer Unternehmer, Bankier, Finanzier und Investor
- Vladimiras Volčiok (* 1963), Verwaltungsjurist und ehemaliger Politiker, Mitglied des Seimas